# Georg Demetriades
Georg Demetriades (* 12. Februar 1899 in Wien; † 30. Oktober 1979) war ein griechisch-deutscher Landschafts- und Porträtmaler.

## Biografie
Georg Demetriades lebte bis zu seinem sechsten Lebensjahr in Patras in Griechenland. Von 1907 bis 1972 hatte er in Hamburg seinen Wohnsitz, wo er bis zur mittleren Reife die Oberrealschule in Uhlenhorst besuchte.
Bereits als Neunjähriger zeichnete er räumlich-perspektivisch aus eigener freier Anschauung und schon als Elfjähriger die ersten Porträtstudien nach dem Leben. Ab 1915 studierte er an der  Hochschule für bildende Kunst bei Arthur Illies und Behnke. Im Jahr 1918 studierte er an der Münchener Akademie bei Gröber, von 1920 bis 1922 dann wieder in Hamburg bei Illies.
Ab 1920 hatte er Ausstellungen in großen Galerien wie Bock und Commeter in Hamburg. Ab 1934 beschäftigte er sich mit Freilichtmalerei nach Hans von Bartels. Im Jahr 1938 arbeitete Demetriades in Südtirol im Grödner Tal, im Sella-Joch und im Pordoi-Joch. In der großen Ruhe und Klarheit seiner Landschaften kam das ihn von Anfang an erfüllende religiöse Element zum Ausdruck. Im Jahr 1939 war er in Ostpreußen als Gast auf Schloss Maldeuten, wo ein repräsentatives Bildnis des Generalfeldmarschalls Graf von Moltke im Auftrag des Hausherrn und mehrere Landschaften entstanden. 1944 verlor er durch Luftangriffe sein großes Atelier und sämtliche Werke in Hamburg.
Demetriades schuf 1951 in Schlüchtern/Hessen das Porträt des hessischen Bauern, es befindet sich heute im Besitz der Stadt Gießen. 1953 folgte eine Ausstellung in Bietigheim/Enz. Er unternahm mehrere Reisen nach Norwegen und Portugal mit Porträt-Aufträgen. In den Jahren 1965/66/67 wurden drei große Privatausstellungen in Hamburg veranstaltet. 1968–71 folgten Porträtaufträge des Bundeskanzlers Willy Brandt, Bundesminister Wehner und Ministerpräsident  Franz-Josef Röder.
Im Sommer 1972 gab er den jahrzehntelangen Wohnsitz und sein Atelier in Hamburg auf und ließ sich in Gießen nieder. Die Vielfältigkeit der hessischen Landschaft und Menschen hatte ihn schon früher zum Schaffen angeregt. Georg Demetriades verstarb 1979 in Gießen. Eine Gedächtnisausstellung fand 1982 in den Kunstausstellungsräumen in der Kongresshalle in Gießen statt.

„Georg Demetriades, der mit 18 Ölbildern aus einem Zeitraum von über 30 Jahren vertreten ist, zeigt sich - so Dr. Pettersen - überlegen in malerischer Erfahrung und Ausbildung. Seine Landschaftsgemälde sind erlebte Natur, in ihnen hat die Stille im Bildgemäßen Ausdruck eine Stimme bekommen. Die meisterhaften Portraits lassen zudem deutlich werden, daß es in der Bundesrepublik derzeit keinen besseren Portraimaler als den heute 80jährigen Georg Demetriades.“